# كليف جونز (شخصية أعمال)
كليف جونز (بالإنجليزية: Cleve Jones)‏ هو شخصية أعمال أمريكي، ولد في 11 أكتوبر 1954 في ويست لافاييت في الولايات المتحدة.

## وصلات خارجية
- الموقع الرسمي
- كليف جونز على موقع IMDb (الإنجليزية)
- كليف جونز على موقع قاعدة بيانات الفيلم (الإنجليزية)